# Henrietta Doran-York
Henrietta (Greta) Doran-York (Philipsburg, 30 augustus 1962) was van 19 november 2015 tot 15 januari 2018 de gevolmachtigd minister van Sint Maarten.
Ze was in 1984 de eerste vrouwelijke gevangenbewaarder op Sint Maarten en maakte vervolgens carrière in het gevangeniswezen en werd plaatsvervangend directeur. In 2010 werd ze verkozen in het laatste staten van de Nederlandse Antillen voordat Sint Maarten in oktober van dat jaar een zelfstandig land binnen het koninkrijk werd. Doran-York was ook voorzitter van ambtenarenbond WICSU/PSU. Ze is lid van de Nationale Alliantie. Nadat ze onder Mathias Voges (2012-2014) fungeerde als plaatsvervangend gevolmachtigd minister werd ze op 19 november 2015 namens het Kabinet-Marlin I gevolmachtigd minister van Sint Maarten als opvolger van Josianne Fleming-Artsen. Deze positie zou ze ook onder het Kabinet-Marlin II vervullen. Per 15 januari 2018 werd ze opgevolgd door Hasani Ellis die reeds haar plaatsvervanger was.